# Franz Ludwig Michel
Franz Ludwig Michel von Schwertschwendi (* 24. Juli 1675 in Bern; † um 1717 in Carolina) war ein Schweizer Entdecker und Kolonialist. Michel bereiste ab 1701 die damaligen britischen Kolonien Carolina und Virginia. Sein nach Bern gelangter Bericht regte Pläne zu einer Koloniegründung an. 1710 wirkte Michel massgeblich bei der Gründung von New Bern im heutigen US-Bundesstaat North Carolina mit.

## Leben
Über Michels Leben vor seiner Ankunft in Virginia ist wenig bekannt. Er war der älteste Sohn des Berner Patriziers David Michel (1634–1696) und der Ursula Fels und stand zunächst in französischen Militärdiensten.
Im Herbst 1701 begann er eine längere Reise, die ihn über London in die englischen Kolonien in Nordamerika führte. Am 8. Mai 1702 landete er mit dem Passagierschiff Nassau am York River in Virginia. Von Williamsburg aus erkundete er Fauna, Flora und Bodenschätze in Virginia. Sein im Januar 1703 nach Bern gelangter illustrierter Bericht, der von seinem jüngeren Bruder Hans Ludwig ins Reine geschrieben wurde, stiess dort eine Diskussion über die Gründung einer Berner Kolonie an. 1704 kehrte er nach Bern zurück.
Nachdem der Berner Senat einer Koloniegründung zustimmte, auch in Hinblick auf die Ausschaffung der Täufer, warb Michel 1709 auf einer erneuten Reise in London um die Zustimmung der Königin Anne zu dem Projekt. 1710 war er neben dem Berner Christoph von Graffenried und dem britischen Landvermesser John Lawson massgeblich an der Gründung der zweitältesten Stadt North Carolinas, New Bern, durch schweizerische und deutsche Immigranten beteiligt.
Nach einer Randbemerkung in Graffenrieds Lebenserinnerungen starb er „unter den Indianern“ („est mort parmis les Indiens“).